# San Jose Earthquakes (1974)
San Jose Earthquakes was een Amerikaanse voetbalclub uit de stad San Jose, Californië. De club werd in 1974 opgericht om in de professionele North American Soccer League te spelen en speelde daar tot 1984 toen de competitie opgeheven werd. In de laatste twee seizoenen speelde de club onder de naam Golden Bay Earthquakes.

## Erelijst
- WACS/WSA

Winnaar: 1985 (1x)
Finalist: 1987, 1988

## Bekende ex-spelers
| Iran - Parviz Ghelichkhani (1977-1978) Ierland - Paul Cahill (1981-82) Nederland - Guus Hiddink (1980) - Jan Goossens (1983-1984) - Hans Kraay jr. (1980) - Gerrit Vooys (1978) - Peter Ressel (1978) - Wim Suurbier (1982) België - Dimitri Davidović (1978) Noord-Ierland - George Best (1980-1981) Portugal - António Simões (1976-1977) - Vitor Baptista (1980) Schotland - Mike Hewitt (1976-82) - Billy Hughes (1980) - Jimmy 'Jinky' Johnstone (1974-1975) - Johnny Moore (1974-1977) Turkije - Adnan Sezgin (1982-83) Verenigde Staten - Fernando Clavijo (1983-84) Joegoslavië - Steve Zungul (1984) |  | Engeland - Colin Bell (1980) - Alan Birchenall (1977) - Laurie Calloway (1974-1979) - Les Chapman (1978) - Paul Child (1974-1979) - Derek Craig (1975) - Mike Czuczman (1980) - Chris Dangerfield (1981-85) - Geoff Davies (1976-1978) - Alan Green (1983) (indoor) - Ian Hamilton (1982) - Vince Hilaire (1982) - Godfrey Ingram (1982-84) - David Irving (1981) - David Kemp (1975-78) - Terry Lees (1975) - Mark Lindsay (1981) - Steve Litt (1982-84) - Tony Powell (1981-82) - John Rowlands (1976-77;1979-80) |